# Planchonia andamanica
Planchonia andamanica là một loài thực vật có hoa trong họ Lecythidaceae. Loài này được King miêu tả khoa học đầu tiên năm 1902.